# オウム真理教国土利用計画法違反事件
オウム真理教国土利用計画法違反事件（オウムしんりきょうこくどりようけいかくほういはんじけん）とは、1990年（平成2年）に熊本県阿蘇郡波野村（現在の阿蘇市波野地区）で発生したオウム真理教による事件。

## 事件の概要
1990年、オウム真理教は熊本県阿蘇郡波野村（現在の阿蘇市波野地区）に教団施設を建設する計画を立て、同村の森林地約15万平方メートルを買収すべく地権者と交渉に入り、同年5月に土地を取得した。このとき地権者には1500万円の負債があり、この土地にも抵当権が設定されていた。地主側は5000万円でオウム真理教に売却。負債をオウム真理教が肩代わりし、差額3500万をオウム真理教が地権者に現金で支払った。ところが地権者には更に500万円の負債が判明したため、地権者は売却価格3500万のうちから500万円をオウム真理教に支払ったが、その際、教団京都支部信徒からの借入金であるように見せかけた。
その一方でオウム真理教進出の情報が地元住民に知れわたると、村では一気に反対運動が沸き上がった。教団はオウム真理教に対する批判をかわすため、当時あまり知られていなかった麻原彰晃の本名「松本智津夫」名義で、上記のとおり売買価格を偽り、密かに国土利用計画法に基づく届出を行った。
しかしこのことも報道されたため、面倒を嫌った教団側は一転して「これはお布施」と主張、「売買ではなく贈与であるから届出は必要ない」と強弁し、一旦出した届出を取り下げた。そして「負担付贈与契約」という名目で所有権移転登記を強行し、教団施設の建設に取り掛かった。
これにより、地元住民や波野村当局は一気に態度を硬化させた。熊本県も契約の無効と土地の原状復帰を行政指導したが法的拘束力はなく、教団は無視し続けた。そのため熊本県は同年8月16日、教団を国土利用計画法と森林法違反で熊本県警に告発した。
10月22日、熊本県警は教団施設への強制捜査に踏み切り、教団顧問弁護士の青山吉伸を逮捕、教団幹部の早川紀代秀とMを指名手配した（両人は10月30日に出頭）。11月には古参幹部の大内利裕と石井久子も逮捕した。教祖の麻原も事情聴取を受けた。この時村井秀夫、上祐史浩、早川紀代秀は麻原の指示で女装して普通電車で宮城県仙台市まで逃走した。
オウム真理教は熊本県警内の信者から情報を入手しており、強制捜査も1週間延期されていたものだったので、事前に武装化設備を隠蔽し、発覚を免れた。だがこの事件により1992年中頃まで教団の武装化が一時中断され、1991年から1992年の間はテレビへの出演など穏健な活動を中心にしたいわゆるマハーヤーナ路線がとられた。また、『真理の弁護士頑張るぞ!!』シリーズ（青山吉伸著）を出版するなどして宗教弾圧・不当逮捕だと批判した。
後の1995年、地下鉄サリン事件を初めとする一連のオウム真理教事件の捜査の中で国土法事件が再追及され、上祐史浩は国土法事件で逮捕・起訴された幹部の刑事責任を逃れさせるため、土地売却者（地権者）の文書を偽造したことにより、偽証と有印私文書偽造・同行使の罪に問われ、1995年10月8日に逮捕、懲役3年の実刑判決が下されて広島刑務所に収監された。他にも石井久子らが再逮捕され有罪判決を受けた。